# Eogena eogene
Eogena eogene là một loài bướm đêm trong họ Noctuidae.